# Шон Джонсон (гімнастка)
Шон Джонсон  (англ. Shawn Johnson, 19 січня 1992) — американська гімнастка, чемпіонка і срібна призерка Олімпійських ігор 2008, абсолютна чемпіонка світу і чемпіонка світу в командному заліку і вільних вправах 2007, абсолютна чемпіонка, чемпіонка в командному заліку і окремих вправах Панамериканських ігор 2007.

## Виступи на Олімпіадах
| Олімпіада  | Дисципліна        | Місце             |
| ---------- | ----------------- | ----------------- |
| Пекін 2008 | вільні врави      | 2                 |
| Пекін 2008 | різновисокі бруси | 11 (кваліфікація) |
| Пекін 2008 | колода            | 1                 |
| Пекін 2008 | абсолютний залік  | 2                 |
| Пекін 2008 | командний залік   | 2                 |